# Côte d'Or (voilier)
Pour les articles homonymes, voir Côte-d'Or (homonymie).
Côte d'Or est un voilier monocoque belge de 25,03 mètres, mis à l'eau en 1985 et commandé jusqu'en 1987 par Éric Tabarly. Dessiné par le bureau Joubert-Nivelt, il est destiné à la Whitbread 1985-1986. Conçu dans l'urgence, il connaît bien des déboires. Sa carrière sportive est décevante. En 1988, il est vendu, et reçoit le nom d'Expo 92. En 1995, il devient Yorgo.

## Conception
À bord de Pen Duick VI, Éric Tabarly tente par deux fois de gagner la Whitbread, course autour du monde en équipage : dans l'édition 1973-1974, il abandonne ; et, dans l'édition 1981-1982 (le bateau étant rebaptisé Euromarché), il termine 10e. Dans les années 1980, Pen Duick VI n'est plus compétitif. Au tout début de 1985, Tabarly trouve un nouveau sponsor, le chocolatier belge Côte d'Or, qui va lui permettre de construire un monocoque en vue de la Whitbread 1985-1986. Tabarly confie les plans au cabinet rochelais Joubert-Nivelt.
Le bateau est mis en chantier le 14 février chez Amtec, à Willebroeck, en Belgique. Conçu dans l'urgence, il va réserver bien des désillusions. Une fois terminé, il accuse quatre tonnes de plus que ce qui était prévu. Il est mis à l'eau le 12 juillet 1985.

## Caractéristiques
Côte d'Or est un monocoque en kevlar de la classe Maxi IOR (en).
- Longueur : 25,03 m
- Largeur : 5,90 m
- Tirant d'eau : 4,30 m
- Déplacement : 32 tonnes
- Mât : 30 m
- Voiles : North Sails[1]

Bien des concurrents de la Whitbread optent à cette époque pour un gréement fractionné, plus facile à manœuvrer. Il les pénalise dans le petit temps, mais celui-ci est rare sur un tour du monde. Tabarly préfère un gréement en-tête.

## Courses

### Fastnet Race 1985
Côte d'Or, qui n'a pas encore toutes ses voiles, s'engage dans la Fastnet Race 1985. En dehors de Tabarly, l'équipage est peu expérimenté,. Le résultat de la course est « assez décevant ». Le bateau retourne en chantier. L'intérieur est rogné, l'hydraulique et une partie de l'électronique sont changées. Des équipiers plus aguerris sont appelés : Jean Le Cam, Halvard Mabire, François Carpente, Roland Jourdain, Vianney Ancelin (le constructeur du Diam 24), Jean-François Coste (navigateur), Michel Desjoyeaux.

### Whitbread 1985-1986
Le départ de la Whitbread est donné à Portsmouth le 28 septembre 1985. Le comportement de Côte d'Or est sain : il couvre 300 milles en 24 heures, ce qui constitue le record de l'étape. Dans une grosse vague, la mousse du sandwich de la coque se casse sur un demi-mètre carré. Côte d'Or arrive au Cap 3e en temps réel et 6e en temps compensé. Tabarly fait déplacer le mât. Pour affronter les mers du sud, il souhaite un bateau moins lourd. Il l'allège de quatre tonnes en le dotant d'une quille avec un bulbe de 6 tonnes. La raideur à la toile est la même. Mais ce changement de quille vaut une pénalité de plus de quatre jours. Côte d'Or ne peut plus se battre en temps compensé. Il vise la victoire en temps réel.
Dans la 2e étape Le Cap-Auckland, Côte d'Or est bien classé. Mais les avaries se multiplient : les fonds se délaminent, le secteur de barre se plie, la potence de drisse de spi casse. Pour ne pas être trop loin des côtes en cas d'incident grave, le bateau adopte alors une route nord. À Auckland, il arrive 6e en temps réel.
Dans la 3e étape Auckland-Punta del Este, Côte d'Or est 4e en temps réel et 10e en temps compensé, ce qui le place en 8e position au classement général.
Enfin, dans la 4e étape Punta del Este-Portsmouth, il est 2e en temps réel. Au classement général du temps compensé il est 10e.

### Lorient-Saint-Pierre-et-Miquelon-Lorient (1987)
Tabarly allonge la bôme d'un mètre, fait venir une nouvelle grand-voile à lattes renforcées, des spis légers à 200 % et des reachers à 180 %. La coque est allégée, les poids sont recentrés, la quille est modifiée. Le bateau sort donc de la classe Maxi IOR (en), à la grande inquiétude de son rival Pierre Fehlmann, skipper de Marlboro, toujours dans la classe.
Le 3 mai 1987, Côte d'Or prend le départ de la Lorient-Saint-Pierre-et-Miquelon-Lorient, réservée aux grands monocoques. Il se classe 2e de la première étape et 1er de la seconde. Il termine 2e au classement général, derrière Marlboro.
Côte d'Or, bateau prometteur, aura connu une carrière sportive décevante. En 1988, il est vendu, et reçoit le nom d'Expo 92. En 1995, il devient Yorgo.

## Palmarès
Sous le commandement d'Éric Tabarly :
- 1985-1986. 10e sur 15 de la Whitbread ;
- 1987. 2e sur 10 de la Lorient-Saint-Pierre-et-Miquelon-Lorient.